# Stephy Mavididi
Stephy Mavididi, né le 31 mai 1998 à Derby en Angleterre, est un footballeur anglais évoluant au poste d'ailier à Leicester City.

## Biographie
Né à Derby de parents congolais, il est formé dans le club d'Arsenal.

### Juventus
En août 2018, il signe pour la Juventus. Jouant la plus grande partie de la saison 2018-19 avec la réserve, il s'entraîne quelquefois avec les pros, et a même le droit à une apparition avec l'équipe A le 13 avril 2019 lors d'une défaite 2-1 contre S.P.A.L. en Série A, cela lui permet d'être parmi les joueurs de la Juve ayant remporté le championnat d'Italie 2019.

### Dijon FCO
Il est prêté avec option d'achat au Dijon FCO avec son coéquipier Matheus Pereira pour la saison 2019-20. A 21 ans, il fait alors partie des grands espoirs du football anglais. Il inscrit un doublé le 19 janvier 2020 dans le cadre des 16e de finale de Coupe de France face au Nîmes Olympique (victoire 5-0).
Malgré une saison intéressante, et la volonté du club bourguignon de le garder, l'attaquant anglais refuse de rester au DFCO. Son option d'achat n'est donc pas levée.

### Montpellier HSC
Il est vendu au Montpellier HSC fin juin 2020 pour une somme de 6,5 millions d'euros, le club héraultais trouvant son profil intéressant pour épauler le duo Andy Delort-Gaëtan Laborde.
Il ouvre son compteur sous ses nouvelles couleurs lors de la septième journée, en marquant contre l'AS Monaco (1-1 Score final).
Il marque un doublé contre le Stade rennais lors de la 26e journée, ce qui permet à son équipe de récolter 3 points précieux pour la course à l'Europe (2-1 Score final).
En entrant en jeu face au LOSC le 16 avril 2023, Stephy Mavididi devient le joueur anglais le plus capé de l'histoire de la Ligue 1, avec 108 apparitions. Dépassant ainsi Chris Waddle.

### Leicester City
Le 31 juillet 2023, Stephy Mavididi quitte Montpellier après trois saisons, et paraphe un contrat de quatre ans avec le club anglais de Leicester, tout juste relégué en Championship. 
Le 6 août 2023, il dispute son premier match sous les couleurs de Leicester et délivre une passe décisive à Kiernan Dewsbury-Hall qui permet à son équipe de l'emporter face à Coventry City (2-1 Score final).

## Palmarès

### En club
- Juventus FC
  - Serie A
    - Champion : 2019

- Leicester City
  - EFL Championship
    - Champion : 2024